# Браун ГП
Браун ГП (на английски: Brawn GP) е състезателен тим, участващ в Световния шампионат на Формула 1, създаден на 6 март 2009 година на мястото на бившия тим Хонда Ф1.
Световен шампион във Формула 1 при конструкторите за 2009 година.
Собственик на екипа е бившият директор на Хонда Ф1 – Рос Браун, който го закупува от японския автомобилен гигант Хонда, които обявяват през 2008 година оттеглянето си от Формула 1 поради световната икономическа криза.
Помощ за закупуването на тима Рос Браун получава от договора, който сключва с компанията „Върджин“ и най-вече от собственика ѝ сър Ричард Брансън, който, въпреки че има възможността да закупи тима, става само основен спонсор на тима.
През сезон 2010 екипът носи името Мерцедес Гран При, тъй като самата автомобилна компания заедно с Аабар Инвестмънс закупуват Браун на 75,1%, като така Мерцедес се завръща във Формула 1 след сезони 1954 и 1955.

## Сезон 2009
Въпреки неизвестността екипът работи много усърдно, за да подготви колата за новия сезон. Бътън и Барикело прекарват десетки часове в симулатор, където тестват как ще се държи новият болид. Непосредствено преди първото състезание за сезона, Барикело и Бътън правят първи тестове с новия болид, като постигат забележителни резултати в тестовете и загатват, че новият болид е много надежден и бърз.
Екипът използва свое шаси и трансмисия, по които се работи още от 2008 година, но за разлика от своя предшественник в болида на тима е поставен агрегат Мерцедес FO 108W, с който екипът прави своя забележителен дебют на 29 март 2009 година на пистата Албърт Парк в Мелбърн, Австралия.
Още през 2008 г. екипът е първият, който разработва „Системата за генериране на кинетична енергия“ (KERS), но Рос Браун и Ник Фрай решават да не я използват в началото на сезон 2009 (през 2010 година е задължителна за всички тимове).
Преди началото на сезона Браун обявява, че ще запази двамата пилоти Дженсън Бътън и Рубенс Барикело, които общо имат над 450 старта във Формула 1.

### Голяма награда на Австралия 2009
В края на месец март 2009 г. на пистата Албърт Парк в Мелбърн, Австралия, се провежда първото състезание за сезон 2009. Преди състезанието в централата на ФИА са подадени жалби от някои отбори срещу „нередни“ според тях задни дифузьори, които са разположени твърде високо, в разрез на правилника, а това дава огромно предимство на използващите го тимове (Brawn GP, Уилямс и Тойота Ф1), като дава допълнително прилепяне на болида, а оттам и по-висока средна скорост. Контестацията е отхвърлена от ФИА.
В квалификацията в събота Бътън и Барикело се класират първи и втори.
Състезанието е проведено перфектно от Дженсън Бътън, който не изпуска лидерството от началото до края на състезанието, печелейки втората победа в кариерата си. Втори завършва съотборникът му Рубенс Барикело, правейки по този начин отличен дебют за екипа, с двойна победа в квалификациите и състезанието (нещо, което не се е случвало от 1970 година).

### Голяма награда на Малайзия 2009
Доброто представяне на екипа продължава и във второто състезание за сезона. Бътън спечелва втора поредна първа позиция на старта и започва състезанието като лидер. На старта е изпреварен от отлично стартиралия пилот на Уилямс Нико Росберг, но Бътън се залепя зад него. При първото влизане в бокса Бътън вече е начело. Това продължава дори при екстремално влошените атмосферни условия.
Един час след началото на състезанието започва проливен дъжд, което кара екипите последователно да сменят своите гуми от такива за полусуха писта, до такива за много наводнена. След като правят по 3 и 4 влизания в бокса, а много пилоти отпадат, организаторите от ФИА решават да спрат състезанието, докато не се оправят условията и не се подобри видимостта на пистата. Така екипите чакат на старт-финала в продължение на 50 минути, преди организаторите да обявят края на състезанието и да определят призовата тройка. Поради преизчисление на времената, за победител е обявен Бътън, втори е Ник Хайдфелд, а трети – Тимо Глок. Вторият пилот на тима, Рубенс Барикело, се класира на пето място.

## Статистика

### Световни шампиони при пилотите
| Година | Пилот         | Двигател       | Гуми       |
| ------ | ------------- | -------------- | ---------- |
| 2009   | Дженсън Бътън | Браун-Мерцедес | Бриджстоун |

### Световни шампиони при конструкторите
| Година | Конструктор | Двигател | Гуми       |
| ------ | ----------- | -------- | ---------- |
| 2009   | Браун ГП    | Мерцедес | Бриджстоун |

### Пилоти, участвали за Браун
| N |       | Участия | Победи | ПП | НБО | Точки | Подиуми |
| - | ----- | ------- | ------ | -- | --- | ----- | ------- |
| 2 | Браун | 17      | 8      | 5  | 4   | 172   | 15      |

| N | Пилот           | Участия | Победи | ПП | НБО | Точки | Подиуми |
| - | --------------- | ------- | ------ | -- | --- | ----- | ------- |
| 1 | Дженсън Бътън   | 17      | 6      | 4  | 2   | 95    | 9       |
| 2 | Рубенс Барикело | 17      | 2      | 1  | 2   | 77    | 6       |

### Двигатели, доставяни за Браун
| N | Двигател | Участия | Победи | ПП | НБО | Точки | Подиуми |
| - | -------- | ------- | ------ | -- | --- | ----- | ------- |
| 1 | Мерцедес | 17      | 8      | 5  | 4   | 172   | 15      |

### Гуми, доставяни за Браун
| N | Гуми       | Участия | Победи | ПП | НБО | Точки | Подиуми |
| - | ---------- | ------- | ------ | -- | --- | ----- | ------- |
| 1 | Бриджстоун | 17      | 8      | 5  | 4   | 172   | 15      |

### Победи на Браун във Формула 1
| N | Година | Дата  | Пилот           | Двигател       | Гуми | Голяма награда | Писта           | Статистика |
| - | ------ | ----- | --------------- | -------------- | ---- | -------------- | --------------- | ---------- |
| 1 | 2009   | 29.03 | Дженсън Бътън   | Браун-Мерцедес | Б    | Австралия      | Албърт Парк     | Статистика |
| 2 | 2009   | 05.04 | Дженсън Бътън   | Браун-Мерцедес | Б    | Малайзия       | Сепанг          | Статистика |
| 3 | 2009   | 26.04 | Дженсън Бътън   | Браун-Мерцедес | Б    | Бахрейн        | Сакхир          | Статистика |
| 4 | 2009   | 10.05 | Дженсън Бътън   | Браун-Мерцедес | Б    | Испания        | Каталуня        | Статистика |
| 5 | 2009   | 24.05 | Дженсън Бътън   | Браун-Мерцедес | Б    | Монако         | Монте Карло     | Статистика |
| 6 | 2009   | 07.06 | Дженсън Бътън   | Браун-Мерцедес | Б    | Турция         | Истанбул парк   | Статистика |
| 7 | 2009   | 23.08 | Рубенс Барикело | Браун-Мерцедес | Б    | Европа         | Валенсия Стрийт | Статистика |
| 8 | 2009   | 13.09 | Рубенс Барикело | Браун-Мерцедес | Б    | Италия         | Монца           | Статистика |